# Zábrdovice (Křinec)
Zábrdovice je vesnice v okrese Nymburk, součást obce Křinec. Nachází se 1 km na východ od Křince při říčce Mrlině. Vesnicí prochází silnice II/275. Je zde evidováno 60 adres.

## Historie
První písemná zmínka o vesnici pochází z roku 1325.